# Katarina Forsberg
Katarina Forsberg, född 10 mars 1980 i Stockholm, är en svensk drakbåts- och outrigger-paddlare . Forsberg bor i Malmö men kommer ursprungligen från Storstockholm. Hon tävlar för Malmö kanotklubb.
Under drakbåts-VM i Poznan 2014 var hon kapten för seniorlandslaget och likaså på drakbåts-EM 2015 i Auronzo di Cadore.
Forsberg var även med i den svenska truppen på World Games 2009 i Kaohsiung, och var nära en bronsmedalj i 20manna mixed 2000 meter då Ungern körde om på upploppet efter att ha krockat med den svenska båten och knep bronset.
Från början var Forsberg främst högerpaddlare, men har sedan 2010 främst tävlat på vänster sida. Hon tog dock ett EM-brons på drakbåts-EM 2015 i Auronzo di Cadore på höger sida i 20manna mixed 2000 meter.
2016 är Forsberg kapten för det svenska landslaget som kommer att tävla på drakbåts-EM i Rom den 29-31 juli samt drakbåts-VM i Moskva den 8-11 september.
Forsberg är stor tjej nummer 144 på Svenska Kanotförbundets lista över stora kanotister. 

## Meriter
ICF-VM
- Poznan 2014
  - Silver 10manna dam 500m [4]
  - Silver 10manna dam 2000m [4]
  - Brons 20manna mix 500m [4]
- Milano 2012
  - Brons 10manna dam 200m
  - Brons 10manna dam 2000m

ECA-EM
- Auronzo di Cadore 2015
  - Guld 20manna mix 200m [5]
  - Silver 20manna dam 500m [6]
  - Brons 20manna mix 500m [7]
  - Brons 20manna mix 2000m [8]
  - Brons 10manna mix 200m [9]
  - Brons 10manna dam 200m [10]
  - Brons 10manna dam 2000m [11]

EDBF-EM
- Brandenburg 2018
  - Guld 10manna mix 200m [12]
  - Brons 10manna mix 500m [12]
  - Brons 10manna mix 2000m [12]

- Rom 2016
  - Guld 10manna dam 500m
  - Silver 10manna dam 200m
  - Silver 10manna dam 1500m
- Sabaudia 2008
  - Brons 20manna dam 2000m

EDBF-EM klubblag
- Divonne-Les-Bains 2017
  - Guld 10manna mix 500m [13]
  - Silver 10manna mix 200m [13]

Svenska mästerskap
- Nyköping 2019
  - Guld 10manna mix 200m
  - Guld 10manna mix 500m
  - Guld 10manna herr 200m
  - Guld 10manna herr 500m

- Nyköping 2018
  - Guld 10manna mix 500m[14]
  - Guld 10manna mix 200m[14]